# Манисалес
Маниса̀лес (на испански: Manizales) е град в Колумбия. Разположен е в западната част на страната високо в Андите на надморска височина 2160 м. Главен административен център на департамент Калдас. Основан е на 12 октомври 1849 г. Има жп гара. Транспортен възел. Текстилна, фармацевтична, обувна и хранителна промишленост. Има университет, основан през 1943 г. Население около 380 000 жители през 2003 г.